# Újszentanna
Újszentanna (románul: Sântana, 1919 és 35 között Sfântă Ana, németül: Sanktanna vagy Neusanktanna) város Romániában, Arad megyében. 1951-ben egyesítették a vele összeépült Ószentannával, amely a mai belterület északi részét alkotja.

## Fekvése
Aradtól 23 km-re északkeletre található sakktábla alaprajzú település.

## Nevének eredete
Eredetileg a Komlós-nak nevezett Ószentanna mellett létrejött német települést is Komlosch-nak hívták. 1748-ban Mária Terézia rendeletére mindkét falut Szent Annáról nevezték el. Ószentanna neveként azonban mind a románban, mind a németben a korábbi Komlós fejleménye maradt meg, az új falut pedig egyszerűen 'Szentanná'-nak hívták. Magyarul már 1783–84-ben Uj. St. Anna néven szerepelt.

## Története
A határában fekvő földvár a vaskorban jelentős központ lehetett. Az avar korból szintén gazdag lelet bukkant fel Újszentannán. A vasút építésekor, 1888-ban sírmellékletként több aranytárgyat találtak, melyek közt a legértékesebb egy tizenkét, aranyból formázott babérlevélből kovácsolt koszorú. 1596 előtt a mai város határában feküdtek Dombavására, Komlós és a 16. században kettévált Nemes- és Kismaróc  falvak.
A dévai katolikus bolgár családból származó Bibics Jakab telepítette Komlós Fakó nevű határrészébe. Katolikus német lakói közvetve a Fekete-erdőből, Pfalzból és Baden-Württembergből, közvetlenül pedig a gyulai és eleki Harruckern-birtokokról érkeztek. 1736-ban hat, 1742-ben 29, 1744-ben 17 család települt be, majd 1751–53-ban további sváb családok a baden-württembergi Kraichgauból. A kisebb számban beköltöző magyarok beolvadtak a németségbe. 1760-ban 173 család, 1763-ban már 206 német család lakta. 1748-ban mezővárosi kiváltságot kapott. Bibics Jakab és felesége, Tomeján Margit 1750-től szegedi piaristákat költöztetett ide, akik 1755 és 67 között kollégiumot építettek. Ez kezdetben kisgimnáziumként, 1772-től gimnáziumként működött. 1788-ban Temesvárra költöztették. 1774-ben alakult csizmadiacéhe, majd 1775-ben egy vegyes iparoscéh kapott szabadalmat, amelyből 1817-ben kiváltak a szabók. Blaskovich Antal 1789-ben selyemmanufaktúrát létesített Újszentannán.
Bibics özvegye a birtokot 1755-ben eladta galántai gróf Fekete Györgynek, majd 1811-ben Edelspacher Zsigmond tulajdonába került. A családnak 1819-ben kastélya állt a településen, határában bort és dohányt termesztettek. 1837-ben megnyílt az első gyógyszertár. Miután 1848 novemberében ide menekült Arad vármegye vezérkara, egy hónapig a vármegye székhelyeként szolgált. Az 1858-as nagy tűzvészben szinte a teljes település elpusztult. 1245 ház égett le, és országos segélyakciót szerveztek a károsultak megsegítésére. 1884-ben megalakult az Első Uj-Szent-Annai Takarékpénztár, 1904-ben az Uj-Szent-Annai Népbank. 1894-ben az állam fiúpolgári iskolát nyitott benne, mert szervei a sváb lakosságban hajlandóságot fedeztek fel a magyarosodás iránt. 1899 elején a szegényparasztság körében az asszonyok által vezetett zendülés tört ki a polgármester ellen, főként a legelők szántófölddé alakítása miatt. A csendőrség január 17-én sortüzet adott le a tiltakozó tömegre, amelyben öt asszony életét vesztette.
Birtokszerkezetét a század végén az igen szétszórt kisbirtokok jellemezték. Házainak többsége vert falból, cseréppel vagy zsindellyel fedve épült. Gabonán kívül cukorrépát, zöldséget, gyümölcsöt és szőlőt is termesztettek. Arad vármegyében itt volt a legjelentősebb a selyemhernyótartás, és Adelmann Károlyé volt a legnagyobb méhészet. Marháit néha külföldre is szállították. Hetipiacot és három jelentős országos vásárt tartott, amelyeken főként sertés és ló cserélt gazdát. Gőzmalma a legjobbak egyike volt a vármegyében, emellett olajsajtó, szikvíz- és téglagyár is működött benne. Az iparosok többsége magyar volt, és a módos gazdák is kezdték elveszíteni nemzetiségi különállásuk tudatát. A legtöbben beszélték a magyar nyelvet, és az egyletekben a német rovására tért nyert a magyar nyelvhasználat. A prédikáció nyelve csak 1925-től lett ismét túlnyomóan német.
1926-ban járási székhellyé nevezték ki. 1943-ban nyolcszáz újszentannai svábot soroztak be a Wehrmachtba, 1945 januárjában pedig a sváb lakosság nagy részét kényszermunkára hurcolták a Szovjetunióba. A háborúban 350-en haltak meg vagy tűntek el, a deportálásból 275 személy nem tért haza. A svábok kisajátított házaiba móc és keményfoki román veteránokat költöztettek be. Közülük több mint hatszáz család házat épített magának a keleti részen létrehozott Satu Nou ('Újfalu') falurészben, és a svábok rehabilitálása után is a faluban maradt. A telepesek jártak az élen a termelőszövetkezet megalapításában, amely az elsők egyike volt Romániában. 1950-ben egyesítették Ószentannával, 1956-ban pedig községközponttá nyilvánították.
A férfiak Arad gyáraiba való ingázása már 1930 körül megkezdődött, de általánossá a németek kényszermunkából való hazatérése után, az 1950-es évek végén vált. A nők ugyanakkor az állami gazdaságban találtak munkát, amely hatalmas üvegházi virágkertészetet tartott fenn. A termelőszövetkezetben, különösen a primőr paradicsom, az uborka és a zöldpaprika mintaszerű termesztése miatt, a szocialista vezetés rendszeresen körülvezette a külföldi delegációkat. 1967 után itt talált új otthonra Crișana román telepesfalunak a Fehér-Körös áradása által hontalanná vált ezernél több lakosa. Ők a falu északi peremén, az új Crișana falurészben telepedtek le. A szentannai románok (mivel csak ők juthattak határátlépési és kiskereskedelmi engedélyhez), főként idősebb asszonyok, 1970 táján kezdtek Magyarországra járni, és az összeköttetések révén beszerzett vagy az üzemekből „privatizált” áruikat Gyula, Lőkösháza, Békéscsaba, Kétegyháza és Méhkerék piacain hiánycikkekre – főként élelmiszerre – cserélték. A svábok Németországba vándorlása 1977-ben élénkült meg. Az ország elhagyása előtt minden tulajdonukat el kellett adniuk, így ezek is bekapcsolódtak a hiánygazdaságot kiegészítő kereskedelembe. A németek helyére 1983-tól főleg Fehér, Máramaros, Beszterce-Naszód megyei és moldvai románokat költöztettek be. A szentannai románokon belül a komlósiak, „telepesek”, crișanaiak és „jövevények” közötti megkülönböztetés ma is éles. 1990-ig 8500 szentannai német települt át a határon. Az 1990-es és 2000-es években sokan véglegesen Spanyolországba és Belgiumba emigráltak. Főként a fiatal romák közül hagyták el sokan, ők Brüsszel környékén települtek le. Helyükre Románia más vidékeiről érkeztek cigányok. Közben a korábban szegregáltan, Ószentanna északkeleti részén élő romák elkezdtek beköltözni a korábban „nem roma” falurészekbe. A település 2003-ban kapott városi címet.

A vaskori földvár alaprajza

## Lakossága
- 1880-ban 5193 lakosából 3867 volt német, 948 magyar és 117 román anyanyelvű; 4620 római katolikus, 82 zsidó és 69 ortodox vallású.
- 2002-ben 11 617 lakosából 8938 volt román, 1912 cigány, 448 német és 279 magyar nemzetiségű; 9259 ortodox, 1243 pünkösdista és 707 római katolikus vallású.

## Nevezetességek
- A belterülettől négy kilométerre délre található a vasút által átszelt ovális alakú, 78 hektár területű réz- és vaskori földvár (Avar-domb, románul: Cetatea Veche, németül: Awaren Hügel). Az 1963-as és a 2000-es években folytatott feltárásakor a tiszapolgári kultúrához köthető nekropoliszra és a hallstatti kultúra idejéből való dísztárgyakra, fegyverekre bukkantak.[5] A földvár virágkora Krisztus előtti 1400 és 1200 között lehetett.[6]
- Az újszentannai Szent Anna római katolikus templom 1864–68-ban, Leopold Schütz tervei alapján épült. Tornya 53 méter magas, oltára carrarai márványból készült 1920-ban. Az egyházközséget kezdetben a ferencesek, 1751 és 1788 között a piaristák, majd az 1790-es években ismét a ferencesek gondozták.
- Az egykori piarista konviktus épülete (1778 k.).
- Az ún. Urbarialhaus (1749).
- Reliktumtölgyes a Takács határrészben, a belterülettől hét kilométerre nyugatra. A város határának területét a 16. században még ártéri erdők, lápok, tavak borították.

## Híres emberek
- Itt született 1873-ban Kaufmann Oszkár építész.
- Itt született 1930-ban Kondrák Károly szobrász.
- Itt született 1961-ben Maya Kayser német énekesnő (Maria Reinholz néven).
- Itt élt gyermekkorában Stefan Hell Nobel-díjas fizikus.

## Gazdaság
- Gazdaságának alapja a mezőgazdaság, azon belül a gabonatermesztés. Emellett a városban működik a Nexans német autóelektronikai cég négyszáz főt foglalkoztató gyára.